# Hydractinia epispongia
Hydractinia epispongia is een hydroïdpoliep uit de familie Hydractiniidae. De poliep komt uit het geslacht Hydractinia. Hydractinia epispongia werd in 1938 voor het eerst wetenschappelijk beschreven door Fraser. 